# Росица Кирилова (албум на Росица Кирилова)
Росица Кирилова е третият студиен албум на българската поп/кънтри певица Росица Кирилова. Издаден е през 1986 г. от „Балкантон“. Най-известната ѝ песен от този албум е „Боса по асфалта“.

## Песни
1. „Предчувствие“ (3:51)
2. „Боса по асфалта“ (3:46) – м. Зорница Попова
3. „Обща верига“ (3:40)
4. „Доброта“ (3:53)
5. „Песен под дъжда“ (3:08)
6. „Звезден океан“ (2:58)
7. „Това е той“ (2:50
8. „Мисли за мен“ (3:23)
9. „По въздуха ти пиша“ (3:35)
10. „Семеен спор“ (3:00)
11. „Бътерфлай“ (3:53)
12. „Нов апартамент“ (3:13)
13. „Доверие“ (2:53) – дует с Георги Христов